# Fudbalski klub Spartak Subotica 2014-2015
Questa voce raccoglie le informazioni riguardanti il Fudbalski klub Spartak Subotica nelle competizioni ufficiali della stagione 2014-2015.

## Rosa
Aggiornata al 1º marzo 2015
| N. |                       | Ruolo | Calciatore          |
| -- | --------------------- | ----- | ------------------- |
| 2  | Serbia (bandiera)     | C     | Srđan Plavšić       |
| 4  | Serbia (bandiera)     | C     | Branimir Jočić      |
| 5  | Serbia (bandiera)     | C     | Nenad Lukić         |
| 6  | Serbia (bandiera)     | C     | Vladimir Kovačević  |
| 7  | Kazakistan (bandiera) | C     | Maxïm Fedïn         |
| 8  | Serbia (bandiera)     | C     | Vladimir Torbica    |
| 9  | Serbia (bandiera)     | C     | Miljan Ljubenović   |
| 10 | Serbia (bandiera)     | C     | Milorad Balabanović |
| 11 | Serbia (bandiera)     | D     | Duško Dukić         |
| 12 | Serbia (bandiera)     | P     | Nikola Mirković     |
| 13 | Serbia (bandiera)     | A     | Željko Žerađanin    |
| 14 | Serbia (bandiera)     | D     | Nebojša Mezei       |
| 15 | Serbia (bandiera)     | D     | Stefan Milošević    |

| N. |                   | Ruolo | Calciatore           |
| -- | ----------------- | ----- | -------------------- |
| 16 | Serbia (bandiera) | A     | Nemanja Milić        |
| 17 | Serbia (bandiera) | D     | Goran Antonić        |
| 18 | Serbia (bandiera) | C     | Novica Maksimović    |
| 19 | Serbia (bandiera) | A     | Stefan Ilić          |
| 20 | Serbia (bandiera) | A     | Dejan Georgijević    |
| 21 | Serbia (bandiera) | D     | Dániel Farkas        |
| 22 | Serbia (bandiera) | D     | Nikola Banjac        |
| 23 | Serbia (bandiera) | D     | Mladen Lazarević     |
| 24 | Serbia (bandiera) | D     | Slobodan Jakovljević |
| 25 | Serbia (bandiera) | P     | Đorđe Lazović        |
| 26 | Serbia (bandiera) | C     | Marko Jondić         |
| 27 | Serbia (bandiera) | C     | Andrej Mrkela        |
| 28 | Serbia (bandiera) | A     | Đorđe Ivanović       |